# Liesbeth Brandt Corstius
Liesbeth Brandt Corstius (Utrecht, 8 november 1940 – Arnhem, 12 augustus 2022) was een Nederlands kunsthistorica en museumdirectrice.

## Levensloop
Brandt Corstius was een telg van de familie Corstius. Haar vader was de literatuurhistoricus J.C. (Jan) Brandt Corstius, haar broer de informatiewetenschapper en publicist Hugo Brandt Corstius.
Zij studeerde kunstgeschiedenis aan de Universiteit van Amsterdam en was van 1967 tot 1974 conservator moderne kunst van het Museum Boijmans Van Beuningen in Rotterdam. Vervolgens raakte ze betrokken bij het feminisme. Ze was redactrice van Opzij en was in 1978 een van de oprichters van de Stichting Vrouwen in de Beeldende Kunst (SVBK).
In 1982 werd ze directrice van het Gemeentemuseum Arnhem. Vanaf het jaar van haar aanstelling voerde ze het beleid om minimaal de helft van de aankopen en presentaties te reserveren voor vrouwelijke kunstenaars. Op 8 maart 1994 ontving Brandt Corstius de Aletta Jacobsprijs voor haar inzet voor vrouwelijke kunstenaars.
Vanaf 1996 hield ze zich bezig met de uitbreiding van het museum. In 2000 werd de aanbouw geopend en op 1 december van dat jaar ging Brandt Corstius met vervroegd pensioen. Na haar pensionering was ze tot 2005 verbonden aan het televisieprogramma Kunstblik.
Brandt Corstius overleed op 81-jarige leeftijd in haar woonplaats Arnhem.

## Jurylidmaatschappen
Brandt Corstius was in 1981 lid van de jury voor de Annie Romeinprijs en in 1986 lid van de jury voor de Anna Bijns Prijs. Ze was in 1998, 1999 en 2000 voorzitster van de jury voor de Woutertje Pieterse Prijs; was vanaf 2001 jurylid voor de tweejaarlijkse Ouborg Prijs in Den Haag en was in 2005, 2006 en 2007 lid van de jury voor de Dr. J.P. van Praag-prijs van het Humanistisch Verbond.
- Digitale Bibliotheek voor de Nederlandse Letteren: bran116
- Gemeinsame Normdatei: 1263485928
- International Standard Name Identifier: 0000 0000 6299 1429
- Library of Congress Control Number: n84185920
- Nationale Bibliotheek van Israël: 987007348384805171
- Nederlandse Thesaurus van Auteursnamen: 072966025
- RKD-Nederlands Instituut voor Kunstgeschiedenis: 498067
- Système universitaire de documentation: 178461202
- Virtual International Authority File: 30948038
- WorldCat: E39PBJdCpPyhQGQbxR9XxDycfq